# Kine Beate Bjørnås
Kine Beate Bjørnås (* 12. Mai 1980 in Levanger) ist eine ehemalige norwegische Skilangläuferin.

## Werdegang
Bjørnås, die für den IL Varden startete, trat international erstmals bei den Junioren-Skiweltmeisterschaften 2000 in Štrbské Pleso in Erscheinung. Dort gewann sie die Bronzemedaille mit der Staffel. Zudem wurde sie Siebte über 15 km klassisch und Sechste über 5 km Freistil. Ihr Debüt im Weltcup hatte sie im März 2000 in Oslo, das sie auf dem 39. Platz im Sprint beendete. Im Dezember 2000 startete sie in Orsa erstmals im Continental-Cup. Dabei gewann sie das Rennen über 10 km klassisch. Im März 2001 holte sie in Oslo mit dem 29. Platz über 30 km klassisch ihre ersten Weltcuppunkte. Bei den U23-Meisterschaften 2002 im Val di Fiemme errang sie den dritten Platz im 15-km-Massenstartrennen und den zweiten Platz im Skiathlon. In der Saison 2003/04 kam sie im Weltcup 12-mal in die Punkteränge und belegte damit den 39. Platz im Gesamtweltcup. Zu Beginn der Saison 2004/05 holte sie mit der Staffel in Gällivare ihren ersten und einzigen Weltcupsieg. Im weiteren Saisonverlauf erreichte sie im Weltcupeinzel 13 Platzierungen in den Punkterängen. Außerdem belegte sie in Lago di Tesero den dritten Platz mit der Staffel und in Falun den zweiten Rang mit der Staffel. Beim Saisonhöhepunkt der Nordischen Skiweltmeisterschaften 2005 in Oberstdorf gelang ihr der 30. Platz im 30-km-Massenstartrennen, der 27. Rang im Sprint und der 25. Platz über 10 km Freistil. Die Saison beendete sie auf dem 27. Platz im Gesamtweltcup und auf dem 19. Rang im Distanzweltcup. Im März 2006 erreichte sie in Sapporo mit dem siebten Platz im Skiathlon ihre beste Einzelplatzierung im Weltcup. In der Saison 2006/07 kam sie mit drei Top-Zehn-Ergebnissen, darunter Platz eins über 10 km Freistil in Vuokatti, auf den siebten Platz in der Gesamtwertung des Scandinavian-Cups. Bei der Tour de Ski 2006/07 errang sie den 17. Platz. Dabei wurde sie Neunte im Skiathlon in Oberstdorf. Ihr letztes internationales Rennen absolvierte sie im Februar 2008 beim Scandinavian-Cup in Sundsvall, welches sie auf dem siebten Platz über 15 km Freistil beendete. Bei norwegischen Meisterschaften siegte sie im Jahr 2005 über 30 km und 2008 zusammen mit Marthe Kristoffersen im Teamsprint. Zusammen mit der Staffel von IL Varden wurde sie viermal (2002, 2004, 2005, 2008) norwegische Meisterin.

## Erfolge

### Weltcupsiege im Team
| Nr. | Datum             | Ort       | Disziplin          |
| --- | ----------------- | --------- | ------------------ |
| 1.  | 21. November 2004 | Gällivare | 4 × 5 km Staffel 1 |

### Siege bei Continental-Cup-Rennen
| Nr. | Datum             | Ort      | Disziplin       | Serie            |
| --- | ----------------- | -------- | --------------- | ---------------- |
| 1.  | 10. Dezember 2000 | Orsa     | 10 km klassisch | Continental Cup  |
| 2.  | 17. Dezember 2006 | Vuokatti | 10 km Freistil  | Scandinavian-Cup |

## Weltcup-Gesamtplatzierungen
| Saison  | Gesamt | Gesamt | Distanz | Distanz | Sprint | Sprint |
| Saison  | Punkte | Platz  | Punkte  | Platz   | Punkte | Platz  |
| ------- | ------ | ------ | ------- | ------- | ------ | ------ |
| 2000/01 | 12     | 83.    | -       | -       | -      | -      |
| 2001/02 | 29     | 65.    | -       | -       | 7      | 57.    |
| 2002/03 | -      | -      | -       | -       | -      | -      |
| 2003/04 | 134    | 39.    | 122     | 30.     | 12     | 51.    |
| 2004/05 | 174    | 27.    | 145     | 19.     | 29     | 38.    |
| 2005/06 | 80     | 51.    | 80      | 35.     | -      | -      |
| 2006/07 | 56     | 57.    | -       | -       | -      | -      |